# 李延壽 (成化進士)
李延壽（1443年—？），字宗仁，山東濟南府新城縣人，軍籍。明朝政治人物。同進士出身。

## 生平
山東鄉試第三十一名。成化五年（1469年）參加乙丑科會試第三十七名，殿試登進士第三甲第六十六名，授太常博士擢监察御史，因進言降為绩溪縣主簿，有政績，后官至陕西左布政使。

## 家族
曾祖父李彥實、祖父李從亮，贈知縣、父亲李泰，曾任府同知。